# Metropolia Santiago de Chile
Metropolia Santiago de Chile – metropolia rzymskokatolicka w Chile utworzona 21 maja 1840 roku.

## Diecezje wchodzące w skład metropolii
- Archidiecezja Santiago de Chile
  - Diecezja Linares
  - Diecezja Melipilla
  - Diecezja Rancagua
  - Diecezja San Bernardo
  - Diecezja San Felipe
  - Diecezja Talca
  - Diecezja Valparaíso

## Biskupi
- Metropolita: kard. Fernando Chomalí Garib (od 2023) – Santiago de Chile
- Sufragan: bp Tomislav Koljatic Maroevic (od 2003) – Linares
- Sufragan: bp Cristián Contreras Villarroel (od 2014) – Melipilla
- Sufragan: bp Guillermo Patricio Vera Soto (od 2021) – Rancagua
- Sufragan: bp Juan Ignacio González Errázuriz (od 2003) – San Bernardo
- Sufragan: bp Gonzalo Arturo Bravo Salazar (od 2020) – San Felipe
- Sufragan: bp Galo Fernández (od 2021) – Talca
- Sufragan: bp Jorge Patricio Vega Velasco SVD (od 2021) – Valparaíso

## Główne świątynie metropolii
- Archikatedra św. Jakuba w Santiago de Chile
- Bazylika Matki Boskiej z góry Karmel w Santiago de Chile
- Katedra św. Ambrożego w Linares
- Katedra św. Józefa w Melipilla
- Katedra Świętego Krzyża w Rancagua
- Bazylika św. Anny w Rengo
- Katedra św. Bernarda w San Bernardo
- Katedra św. Filipa w San Felipe
- Katedra św. Augustyna w Talca
- Katedra św. Jakuba w Valparaíso